# SN 2005kk
SN 2005kk – supernowa typu II odkryta 17 listopada 2005 roku w galaktyce NGC 3323. W momencie odkrycia miała maksymalną jasność 17,70m.